# (962) Aslög
(962) Aslög és un asteroide del cinturó principal descobert per l'astrònom Karl Wilhelm Reinmuth el 1921 des de l'observatori de Heidelberg-Königstuhl, Alemanya.
Deu el nom a la llegendària reina vikinga Aslög.
Aslög pertany a la família Coronis. La seva distància mínima d'intersecció de l'òrbita terrestre és d'1,61197 ua. El seu TJ és de 3,276.
Les observacions fotomètriques recollides d'aquest asteroide mostren un període de rotació de 5,46 hores, amb una variació de lluentor de 11,52 de magnitud absoluta.